# Pedamenopet
Pedamenopet (auch Petamenophis, Padiamenipet, Padiamenope oder Patuamenap) lebte während der 25. oder 26. Dynastie im Alten Ägypten und war Prophet sowie erster Vorleser. Seine Mutter Nemenchesi führte den Titel „Sistrum-Spielerin des Amun“. Er war mit seiner Schwester Tedi verheiratet, die den Titel „Sängerin des Amun-Re“ innehatte.
Pedamenopet baute eines der größten Grabmäler Ägyptens. Das Grab trägt heute die Bezeichnung TT33 und befindet sich in El-Assasif in Theben-West. Die 22 Räume sind mit Bildern und Texten aus dem Ägyptischen Totenbuch geschmückt.
Im Ägyptischen Museum in Berlin befindet sich ein Würfelhocker des Pedamenopet.